# Jason Kouchak
Jason Kouchak (Lyon, 1969.) francuski je pijanist, skladatelj i kantautor.

## Rani život
Jason Mariano Kouchak rođen je u Lyonu u Francuskoj. Školovao se u Westminster školi i studirao je klasični klavir na Kraljevskom glazbenom koledžu Royal College of Music i Sveučilištu u Edinburghu. On je potomak Aleksandra Kolchaka, ruskog pomorskog zapovjednika.

## Izvođačka karijera i snimljeni albumi
Jason Kouchak snimio je pet albuma. Dva su snimljena u studiju Abbey Road Studios. Nastupao je na britanskoj televiziji (BBC) i na japanskoj televizijskoj tvrtki (NHK) izvodeći vlastite glazbene kompozicije. Nastupao je na globalnoj razini kao klasični pijanist, uključujući nastupe u Hong Kongu, Singapuru i Japanu.
Nastupao je na festivalima Royal Festival Hall (u Londonu), Salle Pleyel (u Parizu) i Mariinsky kazalištu (u Sankt Peterburgu) i s recitalima na Međunarodnom festivalu u Edinburgu.
Ostale izvedbe uključuju "The Moon represents my Heart" za Juliana Lloyda Webbera i Jiaxina Chenga u klubu Chelsea Arts Club, na koncertu proslave 60. rođendana Lloyd Webbera i na Guildhall koncertu Chopinove dvijestogodišnjice s pjevačicom i glumicom Elaine Paige 2010. godine.
Također je pjevao na kabaretskim nastupima u Café de Paris i Café Royalu.
Jason je nastupio na Galle književnom festivalu 2012. s Tomom Stoppardom, a iste je godine na otvorenju londonskog Chess Classica održao klavirski recital. Godine 2012. postao je glazbeni direktor 20. obljetnice Francuskog filmskog festivala UK u Londonu i Edinburghu, nastupajući na Chopinovoj obljetnici u britanskom veleposlanstvu u Parizu.

### Odabrani nastupi
Godine 1990. bio je gostujući umjetnik na proslavi 60. rođendana princeze Margaret u hotelu Ritz, a iste je godine nastupio kao klasični pijanist na Zeffirellijevoj premijeri filma Hamlet.
Kouchak je izveo svoju interpretaciju "Sakure" za cara Akihita u londonskom Victoria and Albert Museumu 1998. godine. Izvedbu je također izveo na dobrotvornom događaju održanom zbog potresa Kobe 1995. godine. Ovo je djelo snimljeno s Julianom Lloydom Webberom na albumu Cello Moods, a predstavio ga je olimpijski klizač Yuka Sato 1999. godine, a 2017. u Bruxellesu je održan koncert povodom proslave 20. godišnjice.
U 2011. i 2013. godini Kouchak izvodi rusku pjesmu "Dark Is the Night" s Kraljevskim filharmonijskim orkestrom Royal Philharmonic Orchestra. Povodom 100-godišnjice ruske revolucije, 2017. godine održan je poseban koncert.
Izveo je Scheherazade na svečanom otvaranju festivala Emirates Airline Festival of Literature u ožujku 2015. i skladao službenu pjesmu festivala 2016. godine.  U 2017. Kouchak je organizirao i nastupio na posebnom Suomi koncertu povodom 100 godišnjice u Finskom veleposlanstvu u Londonu.

## Javni doprinosi
Kouchakovi doprinosi uključuju lansiranje dva dječja divovska šahovska seta u Holland Parku u Londonu sa Stuart Conquestom 2010. i u The Meadows (parku) u Edinburghu 2013.  i šahovski set Alica u zemlji čuda Johna Tenniela.  Godine 2013. Kouchak je vodio kampanju za spašavanje čuvenog klavirskog odjela u Harrodsu.
Također je skladao službenu šahovsku dobrotvornu pjesmu "Moving Forward" za CSC.
Kouchak je 2011. godine osnovao dječji zbor Tsubasa koji je otvorio festival Matsuri i izveo Jupiter iz suite Holst's Planets na Kraljičinom jubileju 2012. na Trgu Trafalgaru u Londonu. Godine 2016. njegov šahovski i baletni glarbeni rad izveden je u Britanskom muzeju,  a u New Yorku slavi ulogu žena kao šahovskih kraljica. Posebno osmišljena 3D kraljevska šahovska figura kraljice predstavljena je u čast Kraljičinog putovanja iste godine.  Kouchak je koreografirao i skladao kazališnu scensku produkciju Kraljičinog putovanja 2017. godine na Globalnom šahovskom festivalu Judit Polgar. 2018. dobio je nagradu kao veleposlanik dobre volje umjetničkih vrijednosti šaha.

## Diskografija
- Space Between Notes (2017.)
- Comme d'Habitude (2011.)
- Midnight Classics (2008.)
- Forever  (2001.)
- Watercolours (1999.)
- Première Impression – 1997.
- Cello Moods (Sakura only)

## Vanjske poveznice
- Službena stranica